# WTA Bratislava 1999
Il WTA Bratislava 1999 è stato un torneo femminile di tennis giocato sul cemento indoor. È stata la 1ª edizione del torneo, che fa parte della categoria Tier IV nell'ambito del WTA Tour 1999. si è giocato a Bratislava in Slovacchia, dal 18 al 24 ottobre 1999.

## Campionesse

### Singolare
Amélie Mauresmo ha battuto in finale  Kim Clijsters con il punteggio di 6–3, 6–3

### Doppio
Kim Clijsters /  Laurence Courtois hanno battuto in finale  Ol'ga Barabanščikova /  Lilia Osterloh con il punteggio di 6–2, 3–6, 7–5